# Heptaxodontidae
Gli Heptaxodontidae, talvolta chiamati anche hutia giganti, sono un gruppo estinto di grandi roditori vissuti nelle Antille.
Una specie in particolare, Amblyrhiza inundata, sembra potesse raggiungere un peso compreso tra 50 ed i 200 kg, un peso superiore a quello di un attuale baribal, ma inferiore a quello di Phoberomys pattersoni e Josephoartigasia monesi, i più grandi roditori finora conosciuti.
Questi animali, probabilmente, sono sopravvissuti fino a tempi abbastanza recenti, rappresentando una forma di alimentazione per le popolazioni precolombiane che colonizzarono i Caraibi. È possibile che la specie più piccola, Quemisia gravis, fosse ancora esistente quando arrivarono i primi colonizzatori spagnoli.

## Tassonomia
La famiglia degli hutia giganti si divide in due sottofamiglie, quattro generi e cinque specie, tutti estinti; il raggruppamento sembra essere parafiletico.
- Famiglia Heptaxodontidae
  - Sottofamiglia Heptaxodontinae
    - Genere Amblyrhiza
      - Amblyrhiza inundata (Anguilla e St. Martin)

    - Genere Elasmodontomys
      - Elasmodontomys obliquus (Porto Rico)

    - Genere Quemisia
      - Quemisia gravis (Hispaniola)

  - Sottofamiglia Clidomyinae
    - Genere Clidomys
      - Clidomys osborni (Giamaica)
      - Clidomys parvus (Giamaica)

A questa famiglia appartiene forse anche l'enigmatico Tainotherium.
Gli heptaxodontidae non sono correlati alla famiglia degli attuali Echimyidae e sembrano invece essere più vicini ai chinchilla.